# ラケダイモニオス
ラケダイモニオス（Λακεδαιμονίος、ラテン文字転記：Lacedaimonios、紀元前5世紀）はアテナイの将軍である。
ラケダイモニオスはアテナイの大物政治家・将軍であるキモンの子、ひいてはマラトンの戦いでアテナイ軍を率いたミルティアデスの孫である。ラケダイモニオスの名前はスパルタ贔屓のキモンがスパルタの別名ラケダイモンからとったものである。ラケダイモニオスもまた父や祖父のように将軍としてアテナイに奉仕した。紀元前433年にケルキュラとコリントスがエピダムノスをめぐって争った時、彼は他二人の指揮官と共にケルキュラに援軍として10隻の艦隊と共に派遣された。プルタルコスによれば、これはキモンの政敵であり、その子供たちを目の敵にしていたペリクレスの意図が働いているという。ペリクレスはラケダイモニオスが戦果をあげることができなければ、キモン家が非難を浴びると考え、本人が嫌がっていたにもかかわらず僅かな船しか与えなかったというのである。ラケダイモニオスたちはシュボタの海戦でケルキュラ艦隊と共にコリントスおよびその同盟国からなる連合艦隊と戦い、引き分けた。この海戦は古代ギリシアを揺るがしたペロポネソス戦争勃発の引き金の一つとなった。

## 註
1. ↑  トゥキュディデス, Ⅰ. 45
2. ↑  プルタルコス, 「ペリクレス伝」, 29